# اسکارلت (گیمر)
ساشا هوستین (زاده دسامبر ۱۹۹۳) که با نام اسکارلت (به انگلیسی: Scarlett) نیز شناخته می‌شود، یک بازیکن حرفه‌ای بازی های ویدئویی کانادایی است. او بیشتر به خاطر بازی استارکرفت ۲ شناخته شده است و اولین زنی است که برنده یک تورنمنت بزرگ استارکرفت ۲ شده است. او همچنین بازیکن حرفه‌ای دوتا ۲ نیز می‌باشد.

## زندگی شخصی
هوستین در کینگستون، انتاریو بزرگ شده و در دوران مدرسه به عنوان سرگرمی بازی‌های ویدئویی می‌کرد. او در سال ۲۰۱۱ وارد مسابقات شد که منجر به شروع حرفه‌ی او به عنوان یک بازیکن حرفه‌ای شد. هوستین یک زن ترنس است و گفته است که هویت جنسیتی او "مطلقاً هیچ ارتباطی" با نحوه بازی او ندارد و او "همیشه سعی کرده است که آن را کاملاً بی‌ربط نشان دهد".